# سرای دالان دراز
سرای دالان دراز مربوط به اوایل دوره قاجار است و در اصفهان، میدان نقش جهان، بازار بزرگ، بازار در تالار یانیم‌آور واقع شده و این اثر در تاریخ ۲۳ شهریور ۱۳۸۲ با شمارهٔ ثبت ۱۰۲۱۹ به‌عنوان یکی از آثار ملی ایران به ثبت رسیده‌است.